# Jegor Gerasimov
Jegor Gerasimov (bělorusky Ягор Герасімаў, Jagor Gerasimaw, * 11. listopadu 1992 Minsk) je běloruský profesionální tenista. Ve své dosavadní kariéře na okruhu ATP Tour nevyhrál žádný turnaj ve dvouhře ani ve čtyřhře. Na challengerech ATP a okruhu ITF získal devět titulů ve dvouhře a sedm ve čtyřhře.
Na žebříčku ATP byl ve dvouhře nejvýše klasifikován v únoru 2020 na 65. místě, ve čtyřhře pak v březnu 2015 na 263. místě. Trénuje ho Arturs Kazijevs.
Ve běloruském daviscupovém týmu debutoval v roce 2013 zápasem 2. skupiny zóny Evropy a Afriky proti Tunisku, v němž prohrál s Malekem Džazírím. Do září 2022 v soutěži nastoupil k čtrnácti mezistátním utkání s bilancí 18–7 ve dvouhře a 1–1 ve čtyřhře.

## Tenisová kariéra
Ve dvouhře hlavní soutěže na okruhu ATP Tour debutoval na šenčenském podniku v roce 2014 díky divoké kartě pořadatelů. V prvním kole nestačil jej porazil Thanasi Kokkinakis. Na premiérový kariérní vyhraný zápas v této úrovni dosáhl o čtyři roky později na Los Cabos Open 2018, kde zároveň poprvé došel do čtvrtfinále turnaje okruhu ATP, než odešel poražen od čtvrtého hráče světa Jdel Potra.
Do premiérového finále na okruhu ATP Tour postoupil na indickém Maharashtra Open 2020, kde jako osmý nasazený nestačil v boji o titul na českého tenistu Jiřího Veselého.
V hlavní soutěži grandslamu debutoval na US Open 2019, kde na čtrnáctý pokus zvládl tříkolovou kvalifikaci majoru. V prvním kole přehrál Jihoafričana Lloyda Harrisona, aby jej ve druhé fázi zastavil dvacátý nasazený Diego Schwartzman, se kterým uhrál jenom šest her.
Nad hráčem první desítky žebříčku zvítězil poprvé během Open 13 2020, kde porazil Belgičana Davida Goffina, který nejlepší desítku uzavíral. Dále porazil Johna Isnera a Andy Murrayho. V listopadu 2021, kdy ve dvouhře zaujímal 113. pozici žebříčku, ho v Helsinkách v prvním kole challengeru ATP 80 porazil kvalifikant Jonáš Forejtek, aktuálně na 315. příčce.

## Finále na okruhu ATP Tour
| Legenda                   |
| D – dvouhra; Č – čtyřhra  |
| Grand Slam (0)            |
| Turnaj mistrů (0)         |
| ATP Tour Masters 1000 (0) |
| ATP Tour 500 (0)          |
| ATP Tour 250 (0–1 D)      |

| Tituly dle povrchu |
| ------------------ |
| tvrdý (0–1 D)      |
| tráva (0)          |
| antuka (0)         |
| koberec (0)        |

| Tituly dle místa |
| ---------------- |
| venku (0–1 D)    |
| hala (0)         |

### Dvouhra: 1 (0–1)
| Stav      | č. | datum         | turnaj      | povrch | soupeř ve finále | výsledek           |
| --------- | -- | ------------- | ----------- | ------ | ---------------- | ------------------ |
| Finalista | 1. | 9. února 2020 | Puné, Indie | tvrdý  | Jiří Veselý      | 6–7(2–7), 7–5, 3–6 |